# Slim Burna
Gabriel Soprinye Halliday（ガブリエル・ソプリンイェ・ハリデー、1988年4月11日 - ）ナイジェリア出身のミュージシャン、シンガー、ラッパー、レコード・プロデューサー。ステージ名Slim Burna（スリム・バーナ）で知られている。

## 略歴
ハリデーはイギリスのEssex（エッセクス）で1988年に生まれ、ナイジェリア、リバーズ州の都市Port Harcourt（ポートハーコート）で育った。
Grafton Records（グラフトン・レコード）所属プロデューサーとして音楽界に登場し、2008年にStreet Rhymes（ストリート・ライムズ）を設立。
2009年、ジェイ・マルティンスの曲「Oyoyo」（オヨヨ）のカバーをリリースして有名になる。
その曲はあっという間に大ヒットとなり、Nigerian DJs Coalition（ナイジェリアのDJ団体）が制作した複数のミックステープに収録された。
2013年4月11日、25才の誕生日に彼はデビュー作品「I'm on Fire」（アイム・オン・ファイヤ）をリリースし、絶賛を浴びる。ポートハーコート出身アーティストの作品の中で最も成功したミックステープとなった。15曲入りの作品は音楽ウェブサイトでのダウンロード回数は数千回を超え、Music of Africa Top 10 Mixtapes（ミュージック・オブ・アフリカ・トップ10・ミックステープ）で3位にランクイン。
2013年9月にSlim Burna（スリム・バーナ）は「Oh Na Na Na」（オー・ナ・ナ・ナ）をレコーディングし、2013年9月28日にラジオ局 Rhythm（リズム）93.7 FM ポートハーコートで初オンエア。ナイジェリア53周年独立記念日にあわせてリリースし、ほとんどの音楽評論家から絶賛を受けた。TGIFチャートでは10位に入り、2位まで上昇。彼のキャリアで初ラジオトップ10ヒットとなった。
以前は単にラップとしてジャンル分けされていたが、現在ではダンスホール、ポップ、レゲエ・フュージョン、アフロ・ラガ、ワールドなど様々なジャンルから影響を受けたサウンドが彼のスタイルとなっている。